# Лафаєтт (Нью-Йорк)
Лафаєтт (англ. LaFayette) — місто (англ. town) в США, в окрузі Онондага штату Нью-Йорк. Населення — 4910 осіб (2020).

## Демографія
Згідно з переписом 2010 року, у місті мешкали 4952 особи в 1997 домогосподарствах у складі 1417 родин. Було 2099 помешкань
Расовий склад населення:
| - 94,5 % — білих - 2,1 % — корінних американців - 0,7 % — азіатів - 0,5 % — чорних або афроамериканців - 0,1 % — вихідців з тихоокеанських островів |

До двох чи більше рас належало 1,9 %. Частка іспаномовних становила 0,9 % від усіх жителів.
За віковим діапазоном населення розподілялося таким чином: 21,0 % — особи молодші 18 років, 64,7 % — особи у віці 18—64 років, 14,3 % — особи у віці 65 років та старші. Медіана віку мешканця становила 45,2 року. На 100 осіб жіночої статі у місті припадало 99,4 чоловіків;  на 100 жінок у віці від 18 років та старших — 95,7 чоловіків також старших 18 років.
Середній дохід на одне домашнє господарство  становив 80 547 доларів США (медіана — 66 323), а середній дохід на одну сім'ю — 87 197 доларів (медіана — 79 267). Медіана доходів становила 56 014 долари для чоловіків та 58 260 доларів для жінок. За межею бідності перебувало 13,2 % осіб, у тому числі 14,0 % дітей у віці до 18 років та 4,1 % осіб у віці 65 років та старших.
Цивільне працевлаштоване населення становило 2512 осіб. Основні галузі зайнятості: освіта, охорона здоров'я та соціальна допомога — 25,1 %, науковці, спеціалісти, менеджери — 11,6 %, роздрібна торгівля — 9,6 %, мистецтво, розваги та відпочинок — 9,3 %.